# L'adolescente bambola
L'adolescente bambola (Teenage Doll, conosciuto anche come The Young Rebels nel passaggio in TV) è un film drammatico statunitense del 1957 diretto da Roger Corman.

## Trama
Barbara Bonney, ragazza perbene appartenente alla ricca borghesia, viene coinvolta nell'omicidio di una ragazza della banda delle Black Widow. Si imbatte quindi in un gruppo di ragazze delinquenti, amiche della ragazza morta, capitanato da Helen, che la braccano per vendicarsi. Barbara arriva poi al rifugio dei Vandals, una gang di motociclisti, dove coinvolge Eddie, il quale tenta di legarsi sentimentalmente a Barbara.

## Produzione
Il film fu prodotto dalla Woolner Brothers Pictures, diretto da Roger Corman e girato a West Hollywood, in California. Ziva Rodann, che interpreta Eva, era Miss Israele.  Il film si innesta in un ciclo di produzioni, distribuite intorno alla metà degli anni cinquanta, incentrate su ragazze e donne ribelli o addirittura criminali, tra cui vi sono Le donne della palude (Swamp Women, 1955), Runaway Daughters (1956), La ragazza del gruppo (Sorority Girl, 1957), Dragstrip Girl (1957) e Reform School Girl (1957).

## Distribuzione
Alcune delle uscite internazionali sono state:
- 18 settembre 1957 negli Stati Uniti (Teenage Doll)
- in Italia (L'adolescente bambola)
- in Venezuela (Muñeca adolescente)

## Promozione
Le tagline sono: "Beautiful, Young and Deadly!"  e "Tarnished... tempted... violently thrown aside!".